# HBO
Home Box Office (HBO) é um rede de televisão por assinatura estadunidense, de propriedade da Warner Bros. Discovery. Com uma renda anual de mais de US$ 2 bilhões de dólares, é um dos maiores canais da TV paga do mundo. Em 2018, a HBO tinha mais de 140 milhões de assinantes pelo mundo.
A programação da HBO consiste primariamente na exibição de filmes e séries originais, em conjunto com telefilmes, documentários, atrações esportivas, especiais musicais e comédia de stand-up.
No Brasil e no restante da América Latina, a HBO é programada pelo Warner Bros. Discovery Americas, que é, entre outros canais, responsável por sua versão brasileira. A empresa também oferece os serviços HBO Max e HBO Now, que permitem streaming de conteúdos do canal em qualquer dispositivo.
Em 2022, a AT&T anunciou que a HBO e a HBO Max ganharam mais de 13 milhões de assinantes.

## História

### Desenvolvimento e lançamento
Em 1965, Charles Dolan, que já tinha realizado alguns trabalhos pioneiros com o uso comercial de cabos, venceu uma licitação para a montagem de um sistema de cabo em Lower Manhattan, Nova Iorque. O novo sistema, que Dolan nomeou "Sterling Manhattan Cable", tornou-se o primeiro a adotar a passagem de cabos pelo subterrâneo, por baixo das ruas de Manhattan, em vez dos tradicionais postes que acomodavam as linhas de telefone ou micro-ondas, uma vez que os múltiplos prédios altos bloqueavam os sinais de televisão. No mesmo ano, a Time-Life adquiriu 20% da empresa.

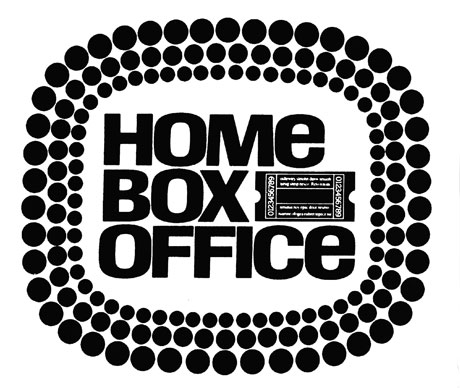
Logo usado pela HBO entre 1972 e 1975

Dolan introduziu a ideia de seu The Green Channel para a gerência da Time-Life, que, mesmo com a transmissão via satélite ainda uma possibilidade longínqua, decidiu apoiá-lo. Logo depois, em 8 de novembro de 1972, o então The Green Channel tornou-se Home Box Office. A HBO começou a empregar uma rede de torres repetidoras de sinais de micro-ondas para distribuir sua programação. O primeiro programa e filme transmitido foi Sometimes a Great Notion, com Paul Newman e Jane Fonda. Em Wilkes-Barre, Pensilvânia, a programação foi transmitida pelo sistema a cabo. O primeiro evento de esportes exibido pelo canal foi logo depois: um jogo de hóquei no gelo da NHL no Madison Square Garden, com os New York Rangers e Vancouver Canucks.
A Sterling Manhattan Cable foi perdendo dinheiro, já que sua base de assinantes era pequena, com cerca de 20 000 clientes em Manhattan. A parceira midiática de Dolan, a Time-Life, ganhou o controle de 80% da operação e decidiu que era hora de encerrá-la, alterando o nome do serviço para Manhattan Cable Television. O conglomerado também acabou tornando-se o proprietário da HBO em março de 1973, e colocou Gerald Levin no lugar de Dolan, como presidente e CEO da HBO. Em setembro do mesmo ano, a aquisição do serviço estava concluída e a HBO logo tornou-se o sistema de TV paga que crescia mais rápido nos Estados Unidos. No entanto, o número de cancelamentos era muito alto. Os assinantes experimentavam por algumas semanas, cansavam de assistir aos mesmos filmes e então desistiam. A HBO estava com dificuldades e algo precisava ser feito. Quando ela veio para Lawrence, Massachusetts, a ideia era permitir que fosse oferecida uma degustação no canal 3. Após um mês, o serviço mudou-se para o canal 6 e foi codificado. Esse modelo tornou-se um sucesso, sendo exportado para demais cidades e obtendo várias assinaturas.

### Expansão nacional, inovação e consolidação (1975–1996)

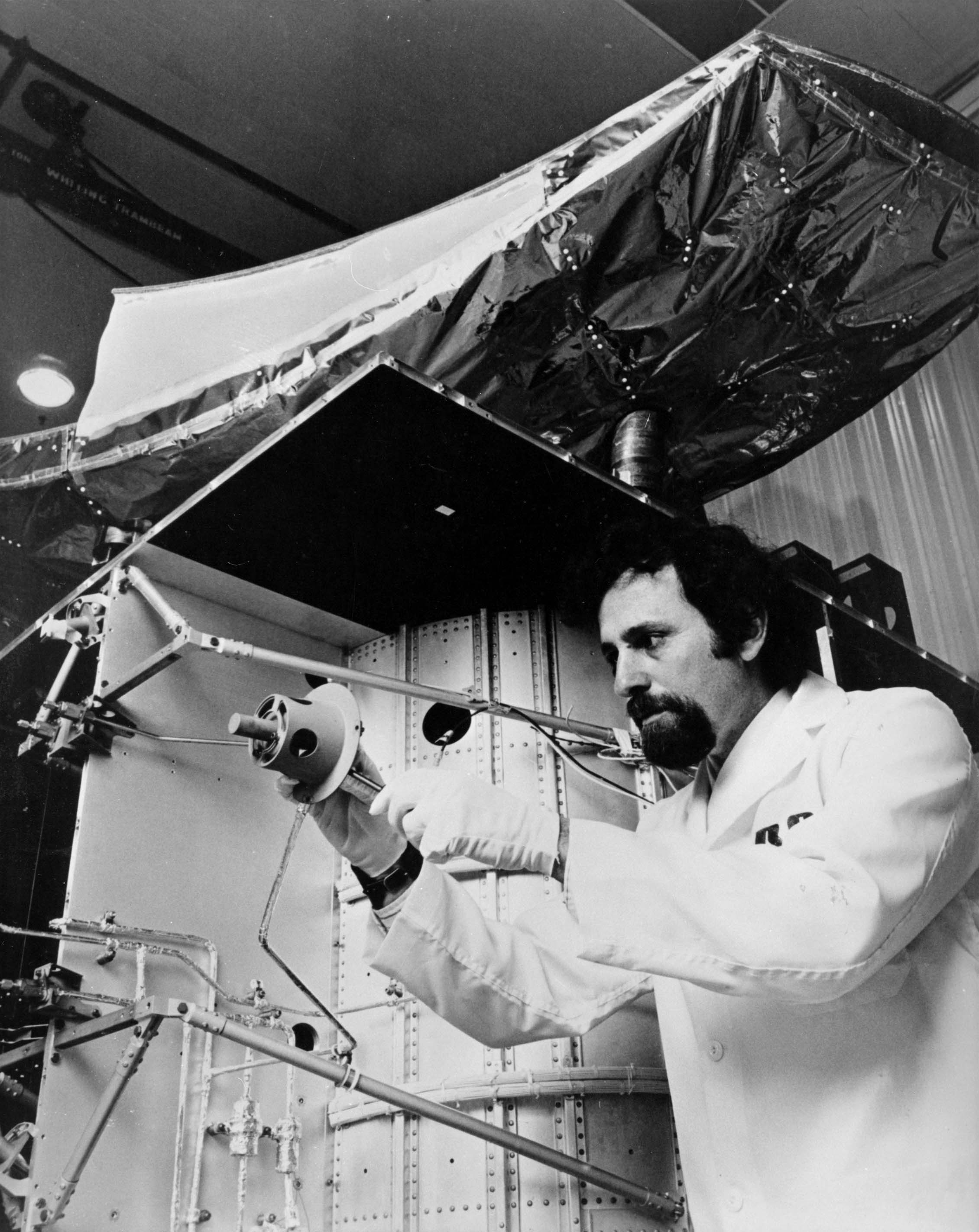
O satélite de comunicação doméstico RCA Satcom, lançado em 13 de dezembro de 1975, estimulou a indústria da televisão a cabo a níveis sem precedentes, com a ajuda da HBO.

Em 30 de setembro de 1975, a HBO tornou-se a primeira rede de TV a transmitir de forma contínua via satélite, ao exibir a luta de boxe entre Muhammad Ali e Joe Frazier. O canal trocou seu feed do satélite Westar 1 para o Satcom 1 em fevereiro de 1976, e até o ano seguinte, juntamente com a WTCG-TV de Ted Turner e a Christian Broadcasting Network de Pat Robertson, ficou consagrado como um dos pioneiros da tecnologia na indústria da televisão por assinatura.
Nos seus primeiros nove anos no ar, a HBO transmitia apenas nove horas de programação diária, das 15 às 24 horas (pelo fuso ocidental dos EUA). Em setembro de 1981, o canal passou a transmitir o dia todo nos finais de semana. A partir do 28 de dezembro seguinte, passou a ser 24 horas, sete dias por semana, enquanto que os concorrentes Showtime e The Movie Channel já tinham feito essa transição. Em 1 de agosto de 1980, a HBO inaugurou seu outro canal, o Cinemax, cuja programação inicial era filmes, musicais e iniciativas inéditas limitadas (como Second City Television e Max Headroom), numa resposta às iniciativas de terceiros no mercado. Posteriormente, o novo canal viria a ficar conhecido pelos filmes pornográficos softcore exibidos nas madrugadas.
The Terry Fox Story, primeiro filme original da HBO (e também primeiro telefilme para TV paga), estreou em 1983. Na mesma época, o primeiro programa infantil é lançado: Fraggle Rock. O canal continuou a exibir vários programas originais destinados às crianças até 2001, quando esse tipo de programação foi transferido para o HBO Family. Pela década de 1980, a HBO acabou envolvida numa série de processos legais, a maioria devido a questões de legislação local, que teria censurado algum programa do canal ou de outras TVs pagas. Em janeiro de 1986, foi o primeiro canal a codificar seu sinal no satélite, com o uso do sistema Videocipher II. Quatro meses depois, a HBO foi vítima de invasão de sinal, quando John R. MacDougall, um vendedor de TV via satélite, interceptou a transmissão da rede. Enquanto o filme The Falcon and the Snowman era exibido, MacDougall apresentou-se como "Captain Midnight" ("Capitão da Meia-Noite") e protestou contra os preços cobrados para assinar o canal. Ele foi posteriormente condenado pelo FCC, órgão regulador do setor nos EUA.

Primeira versão do logotipo atual da HBO, usado de 1975 a 1981

Em 1987, a HBO lançou o Festival, um novo canal que viria a durar poucos anos. Sua programação era composta de filmes antigos e sucessos recentes, junto de especiais e documentários da HBO. Porém, diferentemente de seu predecessor, o tom dos programas era destinado à família, com conteúdo editado para conformar-se às expectativas desse público. O preço da assinatura também era menor do que o da HBO e do Cinemax. Poucas operadoras transmitiam o Festival e, com isso, o canal encerrou suas atividades no final de 1988. No mesmo ano, a base de usuários da HBO aumentou consideravelmente devido à greve dos roteiristas, que deixou a televisão aberta sem conteúdo inédito. Em 1989, o canal lançou uma campanha publicitária com o slogan "Nobody Brings It Home Like HBO" ("ninguém abastece o lar como a HBO"), focada principalmente no concorrente Showtime. Os comerciais utilizavam a canção "The Best" de Tina Turner.
Quando a Time Inc. entrou em fusão com a Warner Communications em 1989, a HBO tornou-se parte da Time Warner (e permanece até hoje). Curiosamente, a Warner foi a criadora de um de seus concorrentes, o The Movie Channel, que fora adquirido pela Viacom em 1985.
Em 1991, a HBO e o Cinemax tornaram-se os primeiros serviços premium da oferecer um pacote de canais para assinantes da TV paga. Agora com mais opções, passou a disponibilizar a HBO2 e o Cinemax 2, começando por operadoras nos estados do Kansas, Texas e Wisconsin. A ação provou-se um sucesso, resultando no lançamento de mais canais, HBO3 (1995), HBO Family (1996), HBO Comedy (1999), HBO Zone (1999) e HBO Latino (2000). O mesmo aconteceu com o Cinemax, que trouxe o Cinemax 3 (1996), ThrillerMax (1998), WMax, @Max, OuterMax e 5StarMax (todos em 2001). A HBO.com, site do canal, surgiu em 1995.
Antes de 1997, a HBO teve alguns sucessos, com programas como Tales from the Crypt, Dream On, Mr. Show e Arliss. Seu maior êxito, no entanto, seria com The Larry Sanders Show, que foi aclamado pela crítica, ganhou status de cult e recebeu diversos prêmios, embora não tenha tido um desempenho comercial exemplar. Mesmo assim, entrou em listas de destaques do TV Guide e da revista Time. As comédias subsequentes do canal ainda utilizam alguns dos artifícios do programa.

### A era da programação original (desde 1997)

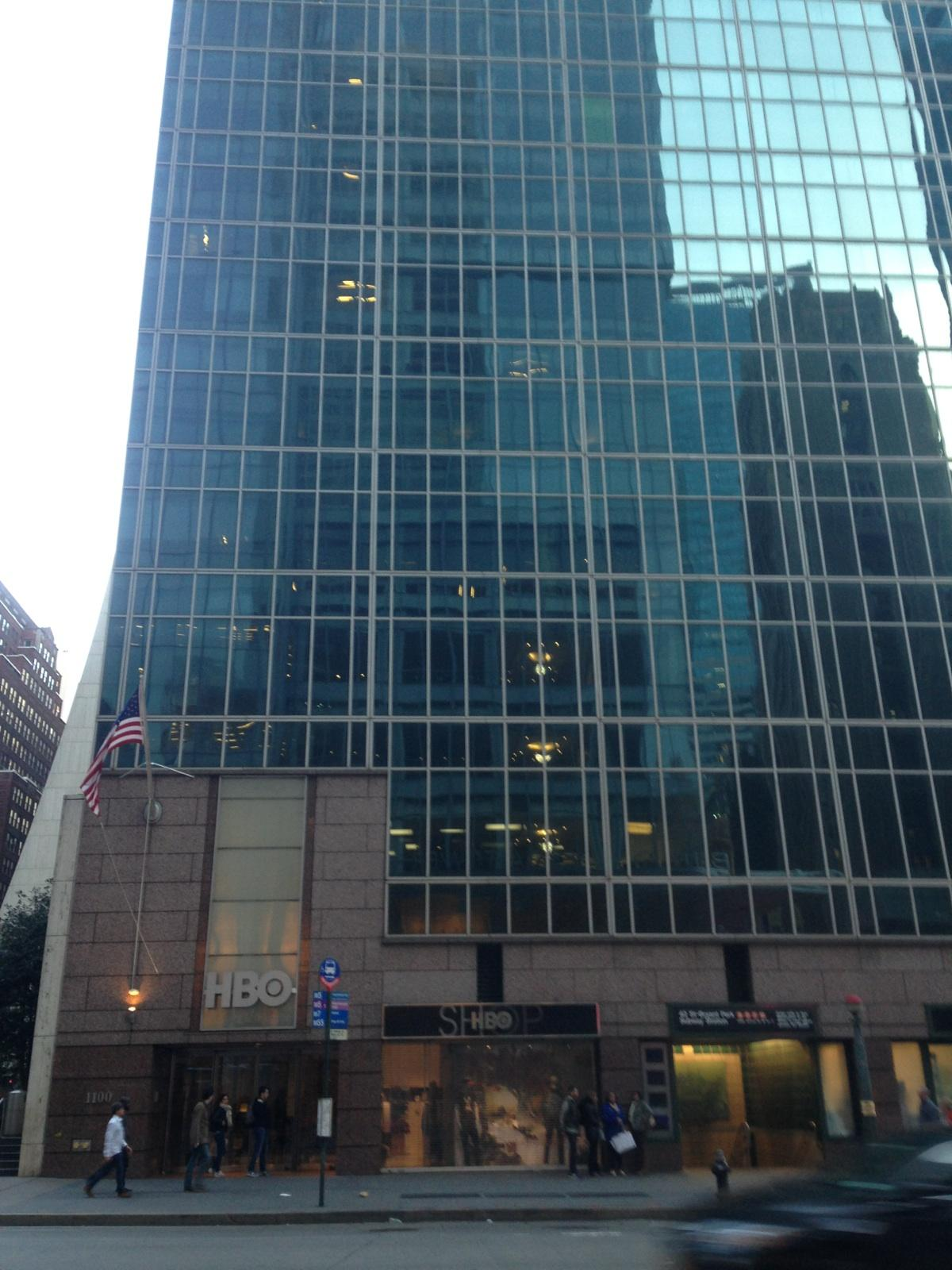
Sede da HBO em Nova York.

A HBO vem desenvolvendo diversos programas originais antes e desde 1997, o que garantiu à rede uma série de prêmios Emmy. Como um serviço por assinatura, a HBO não possui intervalos comerciais tradicionais, apenas exibindo promos de seus programas e programetes de bastidores. Isso permite que o canal mantenha outro tom, sem a necessidade de remover conteúdo controverso, e permite que conteúdo explícito, como sexo, violência e linguagem obscena, seja levado ao ar.
Em 1997, com a estreia de Oz, sua primeira série dramática de uma hora de duração, a HBO deu início a uma tendência que virou comum entre os canais premium. Apesar de ter sido um sucesso de crítica, não foi até 1999, com a estreia de The Sopranos, que o canal conseguiu agradar tanto os críticos, como os jurados do Emmy. Em suas seis temporadas, The Sopranos recebeu 111 indicações ao prêmio, e conquistou 21 vitórias – duas delas para melhor drama. Em 6 de março de 1999, a HBO foi o primeiro canal pago nos EUA a transmitir uma versão simulcast em HD. Seguindo nas inovações, também foi o primeiro a oferecer conteúdo em demanda (VOD) para o mercado norte-americano em 2001, através do HBO on Demand. A primeira implantação do serviço foi em Columbia, na Carolina do Norte. No ano seguinte, em 2002, estreou no canal a série The Wire, que, apesar de não conquistar a mesma audiência do que The Sopranos, também foi um sucesso de crítica, durando cinco temporadas.
Os assinantes da HBO geralmente precisam optar por um pacote com mais canais, para poderem, então, assinar o pacote que contenha HBO. No entanto, as leis federais nos Estados Unidos condenam esse tipo de prática, permitindo que uma pessoa assine apenas a seleção básica e ainda tenha o poder de escolher a HBO. Outros canais de TV já exibiram programas da HBO, normalmente após passarem por cortes, e um grande número de seus programas estão disponíveis em home video, como DVD e Blu-ray. Em outros países, as séries de sucesso do canal também costumam aparecer na televisão aberta, principalmente na Europa. Com isso, a programação da HBO tem um público em potencial muito maior do que a audiência original nos EUA; devido ao custo do canal, muitos norte-americanos acabam assistindo às séries posteriormente, em outros meios. Além de editar o conteúdo, acontecem cortes para acomodar o tempo dos intervalos comerciais. Várias de suas séries filmam versões alternativas das cenas sem as partes mais controversas.
Em 2012, mesmo com o advento de tecnologias de bloqueio de conteúdo, o canal principal da HBO nos Estados Unidos ainda não exibe conteúdo adulto antes das 20 horas. No entanto, desde 2010, um pouco desse tipo de programação começou a aparecer durante o dia, desde que não contenha nudez ou sexo, ao exemplo do que acontece no Real Time with Bill Maher, que vai ao ar antes desse horário nos finais de semana. Os demais canais do pacote da HBO/Cinemax, com a exceção do HBO Family (formatado para a família), não possuem essas limitações. Essa prática pode ser derivada da disponibilização da HBO em sistemas analógicos de TV por assinatura.

## Canais
| Canal         | Descrição |
| ------------- | --- |
| HBO           | O canal principal; transmite filmes populares, estreias, eventos de boxe, especiais esportivos, filmes originais, especiais de comédia e documentários; tipicamente estreia novos filmes nas noites de sábado. |
| HBO2          | O canal secundário, que transmite mais filmes, séries, especiais e filmes originais. A HBO2 transmite filmes com conteúdo adulto durante o dia, diferente do canal principal. Lançado em 1991, o canal foi re-nomeado de HBO Plus em 1998 e voltou a se chamar HBO2 em 2001. |
| HBO Comedy    | Lançado em 6 de maio de 1999 transmite filmes não sérios e comédias, além de de reprises de séries de comédia e especiais do canal principal do grupo. Transmite programação adulta durante o dia. |
| HBO Family    | Lançado em dezembro de 1996, transmite filmes e séries voltadas ao público jovem, além de filmes familiares; transmite programação voltada para crianças de pré escola durante as manhãs. Esse canal não transmite programação adulta em nenhum horário. |
| HBO Latino    | Lançado em 31 de outubro de 2000 (embora originalmente programado para estrear em 18 de setembro daquele ano), apresenta programação em língua espanhola para as audiências espanholas, transmitindo a mesma programação vista no canal principal. Esse canal apresenta programação original HBO, incluindo séries dubladas em espanhol, além de blockbusters de Hollywood e filmes produzidos em língua espanhola. Transmite também eventos esportivos como lutas de boxe. |
| HBO Signature | Possui uma programação com filmes, séries originais e especiais da HBO; quando o canal passou a ser focado no público feminino. Conhecido como HBO3 de 1991 a 1998. |
| HBO Zone      | Lançado em 6 de maio de 1999, transmite filmes e programação original da HBO voltada as pessoas de 18 a 35 anos. Transmite programação orientada a adultos durante as noites, similar ao bloco Max After Dark do canal Cinemax. |

### Outros serviços

#### Cinemax

Logo do Cinemax.

Em 1 de agosto de 1980, a HBO lançou o Cinemax, um canal premium baseado em filmes criado como a resposta da HBO ao serviço pago de filmes The Movie Channel (que operava como um serviço autônomo na época). Ao contrário da HBO, a Cinemax manteve um cronograma de 24 horas desde o seu lançamento. O canal teve sucesso desde o início, em parte devido à sua dependência de filmes clássicos dos anos 1950 aos anos 1970 - alternados com alguns filmes mais recentes - que seriam apresentados sem interrupções comerciais, numa época em que os assinantes de TV a cabo recebiam apenas cerca de três dúzias de canais. Na maioria dos casos, as operadoras de cabo vendiam o Cinemax e o HBO como um único pacote, geralmente oferecido com desconto para os clientes que optaram por se inscrever em ambos os canais.

#### Max

Logo da HBO Max.

Max, anteriormente conhecido como HBO Max, e ainda em alguns países HBO Max é um serviço de vídeo sob demanda operado pela Warner Bros. Discovery (proprietária da Warner Bros, um dos cinco maiores estúdios de cinema de Hollywood). A plataforma agrega a maior parte do conteúdo da empresa. Foi lançado nos Estados Unidos em 27 de maio de 2020. No Brasil e em mais 38 países da América Latina, chegou no dia 29 de junho de 2021 substituindo o HBO Go.
No dia 5 de agosto de 2022 foi anunciado na reunião dos acionistas que o streaming será unificado com o Discovery Plus em 2023, tendo um nome inédito, chegando primeiro nos Estados Unidos e depois na América Latina.

#### HBO on Demand
HBO on Demand é o sistema de vídeo sob demanda da HBO que oferece filmes, séries e espetáculos musicais anteriormente vistos no canal. As versões em definição padrão (SDTV) e alta definição (HDTV) do serviço estão disponíveis na maioria das operadoras de televisão por assinatura nos Estados Unidos. Em janeiro de 2011, a HBO se tornou o primeiro canal premium a oferecer programação de filmes em 3D, esse conteúdo está disponível nas operadoras americanas Comcast e Verizon FiOS apenas para assinantes dos pacotes com os canais HBO. No Brasil, o serviço foi lançado em 4 de outubro de 2012 primeiramente na operadora NET e depois nas demais.[carece de fontes?]

## Programação

### Filmes
O canal exibe filmes que já foram campeões de bilheteria. Nele são exibidos grandes e recentes conhecidos filmes da Columbia Pictures, Sony Pictures Entertainment, Warner, New Line Cinema, TriStar Pictures e até mesmo de produções de estúdios independentes.

### Séries
O canal exibe séries mundialmente aclamadas que contribuem em grande parte para o renome de qualidade do canal, como: Game of Thrones, Westworld, From the Earth to the Moon, How to Make It in America, Bored to Death, Hung, True Blood, In Treatment, Big Love, Entourage, The Sopranos, The Leftovers, The Pacific, Generation Kill, John from Cincinnati, Roma, Band of Brothers, Sex and the City e Spawn, exibidas atualmente e em anos anteriores estão entre os maiores sucessos do canal. Há também séries produzidas na América Latina como Epitáfios, Carnivàle, Alice, Mandrake, Capadócia, Filhos do Carnaval e (fdp).[carece de fontes?]